# Stejvaspatak
Stejvaspatak románul: Ștei, falu Romániában, Erdélyben, Hunyad megyében.

## Fekvése
Hátszegtől délnyugatra, a Demsus-patak felső völgyében fekvő település.

## Története
Stejvaspatak, Skej nevét 1438-ban p. Scley néven említette először oklevél, majd 1480-ban p. Skey, 1600-ban Zkey, 1854-ben Demsus-Szkey, 1888-ban Vaspatak-Stej, 1913-ban Stejvaspatak  formában említették.
1516-ban p. Eskey néven a Damsosi ~ Morsinai, Damsosi Árka, és a Nádasdi Ungorok birtoka volt.
A trianoni békeszerződés előtt Hunyad vármegye Hátszegi járásához tartozott. 1910-ben 903 lakosából 44 magyar, 26 német, 831 román volt. Ebből 54 római katolikus, 775 görögkatolikus, 56 görög keleti ortodox volt.

## Nevezetességek

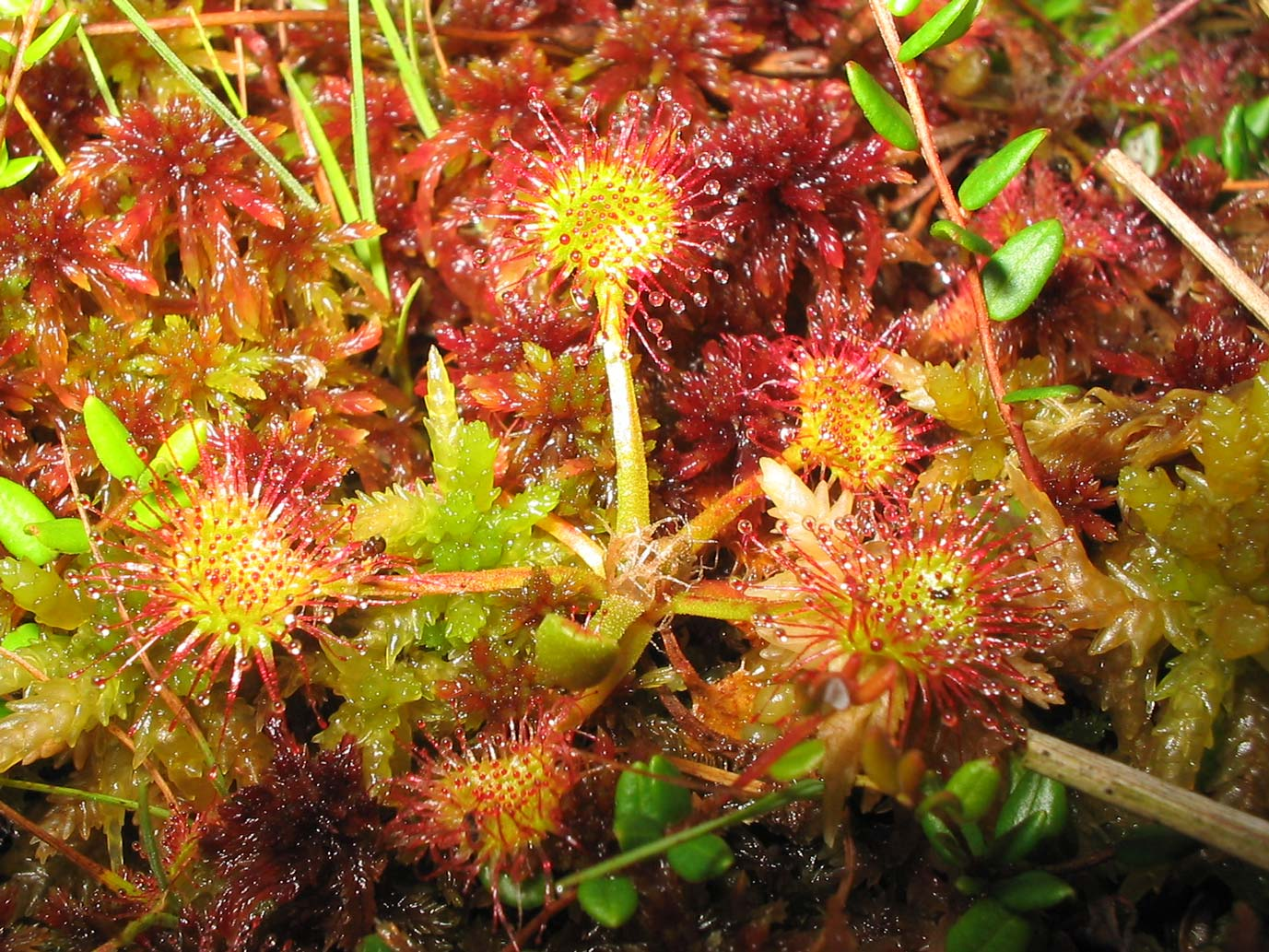
Kereklevelű harmatfű

A település határában természetvédelmi terület található. Az itteni mocsaras ingóláp ritka növénykülönlegessége a kereklevelű harmatfű (Drosera rotundifolia), amely az utolsó jégkorszakból visszamaradt húsevő növényfajta.[forrás?]